# 特雷沃讷克
特雷沃讷克（法語：Tréveneuc，法語發音：[tʁevnœk]）是法国阿摩尔滨海省的一个市镇，位于该省北部，属于圣布里厄区。

## 地理
特雷沃讷克（48°39'50"N, 2°52'12"W）面积6.65 平方千米，位于法国布列塔尼大區阿摩尔滨海省，该省份为法国西北部沿海省份，位于布列塔尼半岛北部，北濒大西洋英吉利海峡，西接菲尼斯泰尔省，南至莫尔比昂省，东临伊勒-维莱讷省。
与特雷沃讷克接壤的市镇（或旧市镇、城区）包括：普卢朗、普卢阿、圣凯波特里约。

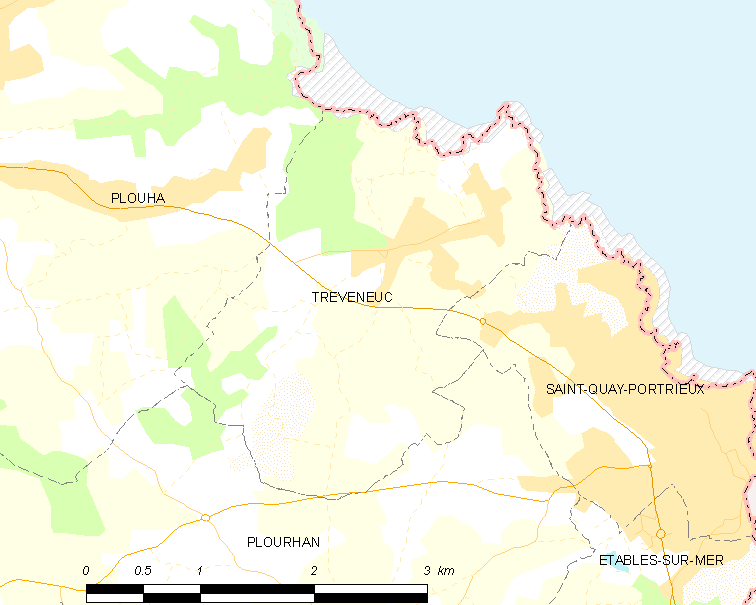
特雷沃讷克的OSM定位图

特雷沃讷克的时区为UTC+01:00、UTC+02:00（夏令时）。

## 行政
特雷沃讷克的邮政编码为22410，INSEE市镇编码为22377。

## 政治
特雷沃讷克所属的省级选区为普卢阿县。

## 人口

1962-2008年间特雷沃讷克人口变化图示

特雷沃讷克于2022年1月1日时的人口数量为813人。